# Dysphania cyanoptera
Dysphania cyanoptera är en fjärilsart som beskrevs av Arnold Pagenstecher 1896. Dysphania cyanoptera ingår i släktet Dysphania och familjen mätare. Inga underarter finns listade i Catalogue of Life.